# 奥田仁一
奥田 仁一（おくだ まさかず、1966年9月13日 - ）は、日本の登山家、山岳ガイド。

## 概要
1966年9月13日、三重県に生まれる。関西大学出身。大学時代は山岳部に所属し、1989年には関西学生山岳連盟委員長を勤め、卒業後は関西大学山岳部コーチを務めた。
1998年5月、カンチェンジュンガ(8,586m)北壁登頂後、下山時にビバークとなり2名の隊員は遭難死、他の隊員2名とともに生還したが凍傷で手足の指11本と鼻の一部を失った。
2002年、全盲の弁護士竹下義樹をサポートし、アイランドピーク(6,160m)登頂に成功。2005年5月同じく竹下義樹をサポートし、チョ・オユーに挑戦するが天候不良のため7,950m地点で断念。
2003年、ネパールトリブバン大学に語学留学、2004年、ネパールのトレッキングエージェント会社コスモトレック社（大津二三子社長）に入社。遠征、トレッキングの計画立案から装備、食糧、タクティクスまで全般にわたりアレンジメントを担当する。
2012年より日本テレビ「世界の果てまでイッテQ!」登山部に参加。イモトアヤコのマッターホルン登頂(2012年)、マナスル登頂(2013年)等をサポート。2014年4月、日本テレビ｢世界の果てまでイッテQ!｣イモトアヤコエベレスト登山企画に参加して現地入りしていたが、大規模な雪崩が発生したために企画自体が中止となった。
エベレストを含む8000m峰5座に登頂。
日本山岳ガイド協会山岳ガイドステージⅡ、国立登山研修所講師、日本プロガイド協会所属。

## 経歴
- 1966年9月13日 - 三重県に生まれる
- 1990年3月 - 関西大学卒業。
- 1998年5月15日 - カンチェンジュンガ(8,568m/ネパール)[北壁]登頂。(日本山岳会青年部カンチェンジュンガ登山隊1998:谷川太郎,赤坂謙三,奥田仁一,廣瀬健太,椎名厚史)。下山中遭難、ビバークし手足指11本凍傷で切断。赤坂謙三、椎名厚史の2名が死亡[2]。
- 1999年春 - ニンチンカンサ[西稜](7,206m/チベット)登頂。(奥田仁一,中村和貞)
- 1999年9月28日 - チョ・オユー[西稜](8,201m/チベット)無酸素登頂。(東京農業大学隊:谷川太郎,長久保浩司,中村和貞,奥田仁一)
- 2000年 - アマ・ダブラム[南西稜]（6,812m/ネパール）ガイド登頂。（奥田仁一,中村和貞）
- 2000年12月14日 - アコンカグア(6,960m/アルゼンチン)6,830m地点で登頂断念。(ネイチァリングスペシャル撮影隊:西田敏行,小西浩文,宇佐美栄一,奥田仁一,品川幸彦,中村和貞,加藤慶信,砂川辰彦)[3]
- 2001年 - ムスターグアタ[西稜](7,569m/新疆ウイグル自治区)登山ガイドとして登頂。
- 2001年9月25日 - ナムナニ[西面](7,694m/チベット)登頂。(関西大学山岳部隊:奥田仁一,山田晋)
- 2002年 - アイランドピーク(6,160m/ネパール)全盲の弁護士竹下義樹をガイドし登頂。(奥田仁一,竹下義樹)
- 2003年 - アコンカグア(6,970m/アルゼンチン)ガイド登頂。
- 2003年6月 - ネパールトリブバン大学ビソバサキャンパスにてネパール語を学ぶ。
- 2004年 - ネパールコスモトレック社入社。
- 2005年5月27日 - エベレスト[北稜](8,848m/ネパール)登頂。(奥田加藤登山隊:奥田仁一,加藤慶信)
- 2011年4月15日 - 無名峰(未踏峰/6,056m/ネパール)初登頂。(team honda:本多通宏,奥田仁一,中島健郎,鈴木彩乃)[4]
- 2012年9月30日 - マナスル(8,163m/ネパール)ガイド登頂。(アドベンチャーガイズ隊:奥田仁一,梶山宝伸他)
- 2013年10月2日 - マナスル(8,163m/ネパール)ガイド登頂。(世界の果てまでイッテQ!隊:角谷道弘,イモトアヤコ,貫田宗男,奥田仁一,中島健郎,三戸呂拓也,大城和恵,門谷優,石井邦彦,佐々木由,廣瀬あかり,石崎史郎,藤野研介,小野寺健)[5]
- 2014年2月22日 - キナバル山(4,095m/マレーシア)ガイド登頂(世界の果てまでイッテQ!登山部隊：貫田宗男,イモトアヤコ,いとうあさこ,大島美幸,奥田仁一）[6]
- 2015年6月21日 - マッキンリー(6,168m/アメリカ合衆国)ガイド登頂。(世界の果てまでイッテQ!登山部隊：角谷道弘,イモトアヤコ,貫田宗男,奥田仁一,榊原喜彦,中島健郎,三戸呂拓也,中村俊啓,飯田祐一郎,石井邦彦,門谷優,廣瀬あかり,石崎史郎,藤野研介,小野寺健）[7][8]
- 2017年5月25日 - エベレスト[北稜](8,848m/ネパール)登頂。(ICI石井スポーツ登山隊:奥田仁一,平出和也,荒川勉)[9][10]
- 2017年5月26日 - ローツェ(8,516m/ネパール)登頂。(ICI石井スポーツ登山隊:奥田仁一,平出和也,荒川勉)[9][10]

## TV出演
- 2001年5月28日 テレビ朝日「ネイチァリングスペシャル西田敏行米大陸最高峰アコンカグアに挑む」
- 2012年9月30日 日本テレビ「世界の果てまでイッテQ!」マッターホルン登山[11]
- 2013年4月21日 日本テレビ「世界の果てまでイッテQ!」八ヶ岳南沢大滝[12]
- 2013年9月22日 日本テレビ「世界の果てまでイッテQ!」槍ヶ岳夏山合宿[13]
- 2013年11月10日 日本テレビ「世界の果てまでイッテQ!」マナスル登山[5]
- 2014年3月23日 日本テレビ「世界の果てまでイッテQ!」目指せ!女芸人軍団キナバル登頂プロジェクト[6]
- 2014年5月18日 日本テレビ「世界の果てまでイッテQ!」イッテQ!登山部世界最高峰エベレストへの挑戦～その一部始終～[1]
- 2015年7月26日 日本テレビ「世界の果てまでイッテQ!」登山部マッキンリー登頂プロジェクト[8]

## 関連書籍
- 小林照幸著『全盲の弁護士 竹下義樹』(2005/10/5,岩波書店) ISBN 978-4000236577